# (7000) Curie
(7000) Curie (aussi nommé 1939 VD) est un astéroïde de la ceinture principale, découvert le 6 novembre 1939 par Fernand Rigaux à Uccle, en Belgique. 
Il a été nommé en hommage à Marie et Pierre Curie.